# Piotr Chmielewski
Piotr Chmielewski (Lublin, 18 de setembre de 1970) va ser un ciclista polonès, professional del 1996 al 2008. En el seu palmarès destaquen dos campionats nacionals en contrarellotge.

## Palmarès
- 1992
  -  Campió de Polònia en contrarellotge
  - 1r al Memorial Andrzej Trochanowski
  - Vencedor d'una etapa a la Cursa de la Pau
- 1993
  - 1r a la Polònia-Ucraïna
- 1996
  -  Campió de Polònia en contrarellotge
  - Vencedor d'una etapa a la Cursa de la Solidaritat Olímpica
- 1998
  - 1r al Bałtyk-Karkonosze Tour
- 2000
  - 1r a la Majowy Wyścig Klasyczny-Lublin
  - Vencedor d'una etapa a la Cursa de la Solidaritat Olímpica
- 2001
  - 1r al Giro del Cap i vencedor d'una etapa
  - 1r al Memorial Henryk Łasak
  - Vencedor d'una etapa a la Dookoła Mazowsza
  - Vencedor d'una etapa a la Volta a Polònia
  - Vencedor d'una etapa al Herald Sun Tour
- 2003
  - Vencedor d'una etapa a la Dookoła Mazowsza
  - Vencedor d'una etapa a la Małopolski Wyścig Górski
- 2004
  - 1r a la Volta a Eslovàquia
  - 1r al Pomorski Klasyk
- 2006
  - 1r al Memorial Andrzej Trochanowski

### Resultats al Giro d'Itàlia
- 2003. 49è de la classificació general